# 加茂田重政
加茂田 重政（かもだ しげまさ、1930年＜昭和5年＞7月6日 - 2020年＜令和2年＞9月1日）は、日本のヤクザ。暴力団・一和会副会長兼理事長、加茂田組組長、元三代目山口組組長代行補佐。

## 経歴
1930年、兵庫県神戸市で生まれる。父・加茂田松太郎は、二代目山口組（組長・山口登）若衆だった。
高等小学校卒業後 不良となり、窃盗犯として数回検挙されるようなことがあったが、戦時中は海軍に徴兵され輸送船のコックとして従軍した。
戦後、神戸市で活動していたわさび会に加わった。1956年、わさび会が解散したのを機に、三代目山口組（組長・田岡一雄）の若衆となり加茂田会（後に加茂田組に改称）を結成。当初は用心棒などをシノギとした。
程なく大阪で起こった1960年の明友会事件で、この事件の現場責任者として刑務所に長期服役。この間に千葉刑務所で野村秋介と知り合った。野村の著書によると、関東のヤクザの多い千葉刑務所でも己が山口組を代表するとの意識が強く、代紋に対する誇りを感じさせたという。組長･加茂田が長期服役中で不在にもかかわらず山口組の中にあって、加茂田軍団と異名を持った。
田岡一雄亡き後の4代目争いでは、組長代行・山本広を推して一和会に参画し、副会長兼理事長となった。山一抗争の中、賭博罪で服役。1988年4月に北海道の傘下組長が山口組弘道会系組員に暗殺されると、対応を巡って加茂田組は内部から崩壊し、同年5月7日、自身の引退と加茂田組の解散を表明、渡世から身を引いた。
2016年、回想録『烈侠－山口組 史上最大の抗争と激動の半生』（花田庚彦の聞き書きでの著書、サイゾー、のち彩図社文庫）を発表。その翌年5月には当時の写真や関係者のインタビューなどを収録した『烈侠外伝－秘蔵写真で振り返る加茂田組と昭和裏面史』（サイゾー）が発表された。これらの本では若山富三郎や菅原文太などの芸能人との交友関係が明らかにされている。
晩年は妻と離婚、子や孫に囲まれた余生を送った。2020年9月1日、神戸市の病院で死去。90歳没。田岡三代目時代の幹部組員としては最後の生き残りだった。

## その他
- 山一抗争の最中の1984年には、テレビのインタビューで、のちの暴対法施行を見越して「私の怖がっとんのはね、私が一番怖れとるんですよ、これ何かヤクザの法律ができると思うんですわ。法律をこしらえてそれを適用されたら、ヤクザは食ていけんぞと。まあヤクザなんておらんでもええんですわホンマはね。」という発言を残している。
- 一和会発足後の1985年のNHKの取材においては、山本広が慎重な発言に徹するのに対し、「そら組員がやな、一和会が正しい思うたら増えるがな、そらなんぼでも。せやろ。何も山口組でのうてもやな、よその組からでもやな、入れてくれ、入れてくれ、って来とんねんから。ちゃう？やっぱ世間の人はじーっと見とるわこれを。どっちが正しいか、どっちが本当か。」「来たらこっちもやります、ケンカはします。それははっきり言うときます、来たらね」と発言した。
- 加茂田は山口組の大幹部で金もあったが豪邸ではなく普通の家に住んでいた。あるワイドショーの取材でインタビュアーから「なぜ大きな家を建てないんですか。」と聞かれた際に加茂田は「わしには信念があるから!人間畳一枚、米三合あったらやっていける訳や。なんぼ大きい家建てても、全部の部屋で寝られへんねんから。なにも贅沢せんでも若い衆が辛い目しとんのに、わしだけ大きな家住んで大尽みたいな暮らしせんでもわしゃええと思う。家で人間が決まるもんとちゃうもん。」 と発言した。

## 著書
- 烈侠 山口組 史上最大の抗争と激動の半生（2016年7月21日、サイゾー） ISBN 978-4866250625
  - 烈侠（2022年7月19日、彩図社）文庫化　ISBN 978-4801306141
- 烈侠外伝 秘蔵写真で振り返る加茂田組と昭和裏面史（2017年5月19日、サイゾー）ISBN 978-4866250861

## 音楽
- 任侠一和会（作詞：加茂田重政）
- あばれ政（歌唱：加茂田重政）「あばれ花」のかえ唄